# Шёнау, Хорст
Хорст Шёнау (нем. Horst Schönau, 2 апреля 1949, Вальтерсхаузен, Тюрингия) — восточногерманский бобслеист, пилот, выступавший за сборную ГДР в конце 1970-х — начале 1980-х годов. Участник двух зимних Олимпийских игр, бронзовый призёр Лейк-Плэсида, чемпион мира и Европы.

## Биография
Хорст Шёнау родился 2 апреля 1949 года в городе Вальтерсхаузен, земля Тюрингия. Спортивная карьера началась для него в 1965 году, когда он увлёкся санным спортом и записался в соответствующую секцию. Соревновался на одноместных санях, на чемпионате мира 1973 года в Оберхофе занял в этой дисциплине восьмое место. Позже перешёл в бобслей, в качестве пилота присоединился к национальной команде, первое время выступал вместе с разгоняющим Хорстом Бернхардтом, потом с Раймундом Бетге.
Благодаря череде удачных выступлений Шёнау отправился защищать честь страны на Олимпийские игры 1976 года в Инсбрук, но не смог занять там призовые места, приехав в четвёрках четвёртым, а в двойках — лишь седьмым. Зато на чемпионате мира 1978 года со своим четырёхместным экипажем финишировал первым, удостоившись золотой награды, тогда как на европейском первенстве взял бронзу в четвёрках и золото в двойках. В следующем году пополнил медальную коллекцию ещё одной бронзой с чемпионата Европы.
Вместе с командой, куда также вошли разгоняющие Роланд Ветциг, Детлеф Рихтер и Андреас Кирхнер, принимал участие в зимних Олимпийских играх 1980 года в Лейк-Плэсиде, где в программе четырёхместных бобов завоевал бронзовую медаль. Годом спустя добавил в послужной список серебряную награду с чемпионата мира в Кортина-д’Ампеццо и серебро с европейского первенства. Не менее результативным для Шёнау получился и 1982 год, когда он со своим бобом-двойкой взял бронзовую медаль на чемпионате мира в швейцарском Санкт-Морице и занял второе место подиума на соревнованиях европейского масштаба. Вскоре после этих заездов Хорст Шёнау принял решение завершить карьеру профессионального спортсмена, уступив место молодым немецким пилотам.
Вне бобслея Шёнау служил в Национальной народной армии, дослужился там до звания лейтенанта, одновременно работал тренером в своём армейском спортивном клубе «Оберхоф». После объединения Германии в 1990 году и последовавшего расформирования частей ушёл на пенсию. Впоследствии занимался водным хозяйством в родном городе Вальтерсхаузене.